# Mahasoabe (Vohibato)
Mahasoabe è una piccola città e un comune suburbano del Madagascar. Appartiene al distretto II di Fianarantsoa, che forma parte della regione di Haute Matsiatra nella provincia di Fianarantsoa. Nel censimento del 2001 si stimava che la popolazione del comune fosse di circa 34.000 persone.

## Istruzione
In aggiunta alla scuola primaria l'insediamento offre educazione secondaria sia a livelli della scuola media che di quella superiore. 

## Economia
Circa il 98% della popolazione nel comune è costituito da agricoltori. Le coltivazioni più importanti sono il riso e le arance, e altri importanti prodotti dell'agricoltura sono la cassava, la patata dolce (Ipomoea batatas) e la patata (Solanum tuberosum). I servizi forniscono impiego a circa l'1% della popolazione. Un altro 1% della popolazione e attiva nella pesca.